# Konstantin von Tischendorf

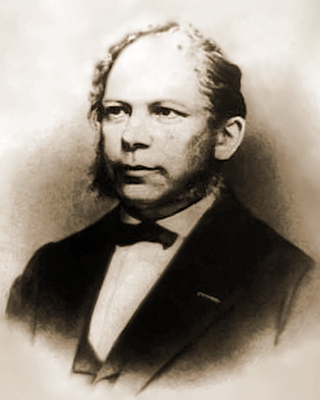
Konstantin von Tischendorf, około 1870

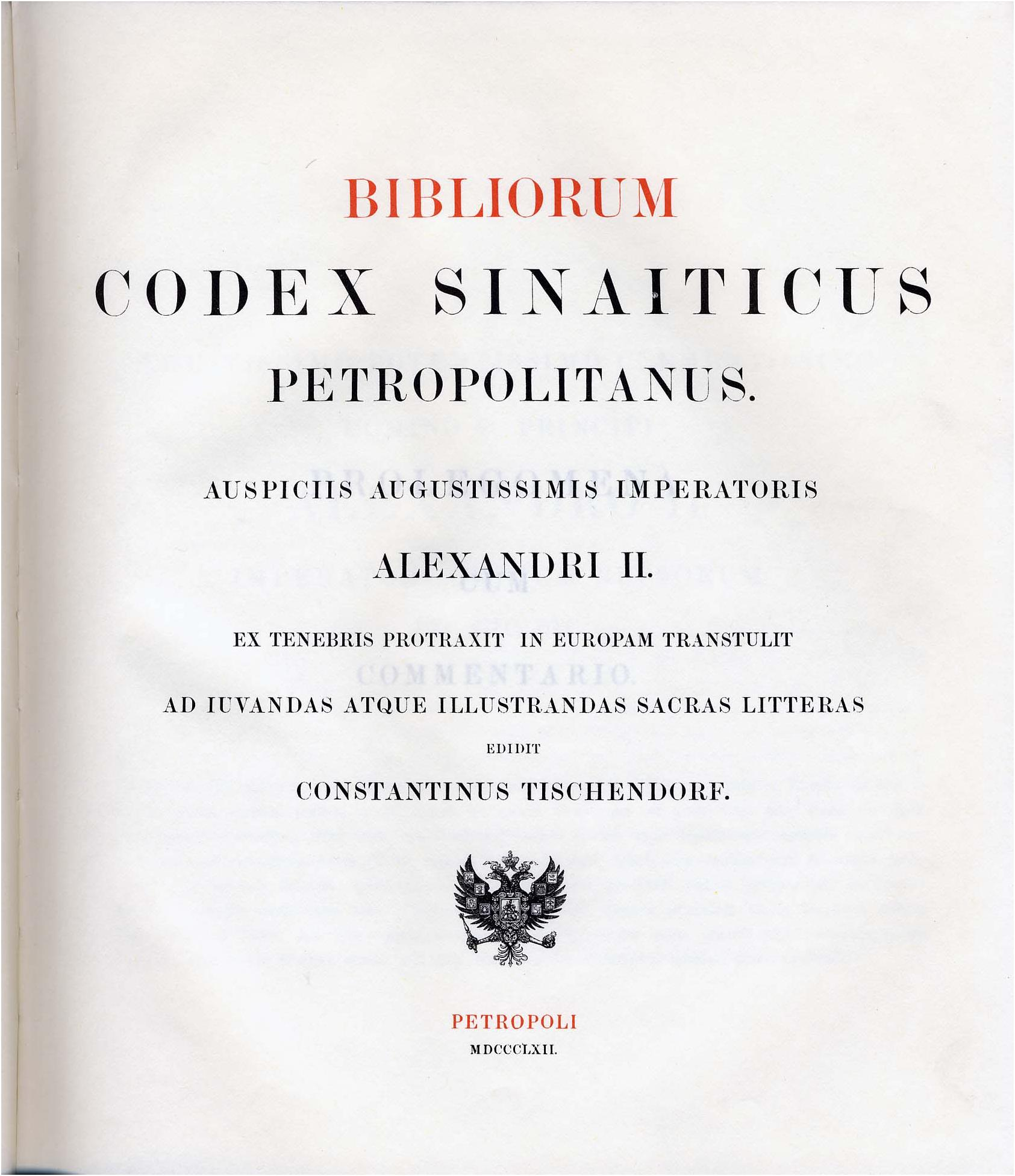
Strona tytułowa wydania facsimile Kodeksu Synajskiego

Lobegott Friedrich Konstantin von Tischendorf (ur. 18 stycznia 1815 w Lengenfeldzie, zm. 7 grudnia 1874 w Lipsku) – niemiecki protestancki biblista, odkrywca ponad dwudziestu kodeksów majuskułowych. Posiadał doskonały wzrok, widział w szerszym paśmie niż przeciętny człowiek. Znał wszystkie starożytne języki, na które przełożona została Biblia.

## Życiorys
W październiku 1840 roku przybył do Biblioteki Narodowej w Paryżu i poprosił o udostępnienie Kodeksu Efrema, dotychczas nie do końca odczytanego. Tischendorf odczytał go w całości, a pracę swoją ukończył w styczniu 1843 roku. Od tej pory nikomu to się nie udało ponownie. Tekst Kodeksu Efrema, nawet w ultrafiolecie, nie zawsze jest czytelny.
Po odczytaniu Kodeksu Efrema stał się słynny i próbował uzyskać dostęp do Kodeksu Watykańskiego. Zezwolono mu dopiero w roku 1866.
W 1844 roku wyruszył na Synaj i dokonał tam – w Klasztorze św. Katarzyny – swego największego odkrycia – Kodeksu Synajskiego. Ostatecznie dopiero w 1859 roku udało mu się go sprowadzić w całości. Przy badaniach nad tym kodeksem zauważył, że – Kodeks Synajski nie posiada dwóch ostatnich wierszy Ewangelii Jana – przedostatni wiersz Ewangelii Jana (21,24) pierwotnie znajdował się w tekście kodeksu, został jednak starty i zamazany kolofonem. Nikt mu wtedy w to nie uwierzył, ale w latach 30. XX wieku, Milne i Skeat, którzy do badań tekstu zastosowali lampę ultrafioletową, przyznali, że Tischendorf miał rację.
W 1850 roku wydał tekst Nowego Testamentu Kodeksu Amiatyńskiego (w 1854 roku wydanie poprawione).
Opublikował osiem wydań greckiego Nowego Testamentu. Trzy pierwsze wydania zbliżone są do tekstu ustalonego przez Lachmanna, cztery zaś następne wykazują pewne pokrewieństwo z textus receptus. Największym osiągnięciem jest Editio octavo critica maior (1869 – 1 tom, 1872 – 2 tom), będące reprodukcją Kodeksu Synajskiego. Aparat krytyczny uwzględnia nie tylko liczne rękopisy, ale również cytaty ojców Kościoła. Aż po dziś dzień jest to najpełniejsze wydanie greckiego tekstu Nowego Testamentu, nie uwzględnia jednak wcześniejszych prac na temat przynależności rękopisów do odpowiednich rodzin.
W maju 1873 miał udar mózgu, po którym już nigdy nie doszedł do siebie. Zmarł półtora roku później w Lipsku. Kontynuatorem jego prac został Caspar René Gregory.
Wśród jego przyjaciół znajdowali się Robert Schumann i Felix Mendelssohn-Bartholdy, który zadedykował mu jeden ze swoich utworów.

## Dzieła
Facsimile rękopisów
- Codex Ephraemi Syri rescriptus, sive Fragmenta Novi Testamenti, Lipsiae 1843
- Codex Ephraemi Syri rescriptus, sive Fragmenta Veteris Testamenti, Lipsiae 1845
- Notitia editionis codicis Bibliorum Sinaitici (Leipzig 1860)
- Anecdota sacra et profana (Leipzig 1861)

Edycje Novum Testamentum
- Novum Testamentum Graece. Editio stereotypa secunda, (Lipsiae 1862)
- Novum Testamentum Graece. Editio Quinta, Lipsiae 1868
- Novum Testamentum Graece. Editio Septima, Lipsiae 1859

Editio Octava
- Novum Testamentum Graece: ad antiquissimos testes denuo recensuit, apparatum criticum omni studio perfectum. Editio Octava Critica Maior, vol. I (1869)
- Novum Testamentum Graece. Editio Octava Critica Maior, vol. II (1872)
- Novum Testamentum Graece. Editio Octava Critica Maior, vol. III (1894)

LXX
- Vetus Testamentum Graece iuxta LXX interpretes: Vetus Testamentum Graece iuxta LXX

Inne
- Różne dzieła Tischendorfa: Codices, Synoptics, Testaments, Anecdotes, Criticism. 12 vols. 1845-1880
- Monumenta sacra inedita. Nova Collectio, 1-6 volumes (1857-1870) na Internet Archive